# Australian Touring Car Championship 1998
Sezon 1998 w Australian Touring Car Championship był 39. sezonem Australijskich Mistrzostw Samochodów Turystycznych i jednocześnie 6. po wprowadzeniu formuły V8 Supercars. Rozpoczął się on 1 lutego na torze Sandown International Raceway w Melbourne a zakończył 2 sierpnia wyścigami na torze Oran Park Raceway w Sydney.
Sezon składał się z dziesięciu rund po trzy wyścigi. Tytuł mistrzowski zdobył po raz drugi w karierze Craig Lowndes.

## Lista startowa
| Zespół                                           | Samochód                                | Nr  | Kierowcy          |
| ------------------------------------------------ | --------------------------------------- | --- | ----------------- |
| Glenn Seton Racing (Ford Credit Racing)          | Ford EL Falcon                          | 1   | Glenn Seton       |
| Glenn Seton Racing (Ford Credit Racing)          | Ford EL Falcon                          | 28  | Rodney Forbes     |
| Glenn Seton Racing (Ford Credit Racing)          | Ford EL Falcon                          | 111 | Neil Crompton     |
| Gibson Motor Sport                               | Holden VS Commodore                     | 2   | Steven Ellery     |
| Gibson Motor Sport                               | Holden VS Commodore                     | 7   | Darren Hossack    |
| Gibson Motor Sport                               | Holden VS Commodore                     | 31  | Darren Pate       |
| Gibson Motor Sport                               | Holden VS Commodore                     | 32  | Tomas Mezera      |
| Lansvale Racing Team                             | Holden VS Commodore                     | 3   | Trevor Ashby      |
| Lansvale Racing Team                             | Holden VS Commodore                     | 6   | Steve Reed        |
| Stone Brothers Racing                            | Ford EL Falcon                          | 4   | Jason Bright      |
| Larkham Motor Sport (SBR)                        | Ford EL Falcon                          | 10  | Mark Larkham      |
| Perkins Engineering (Castrol Perkins Motorsport) | Holden VS Commodore Holden VT Commodore | 8   | Russell Ingall    |
| Perkins Engineering (Castrol Perkins Motorsport) | Holden VS Commodore Holden VT Commodore | 11  | Larry Perkins     |
| Perkins Engineering (Castrol Perkins Motorsport) | Holden VS Commodore                     | 16  | Melinda Price     |
| Perkins Engineering (Castrol Perkins Motorsport) | Holden VS Commodore                     | 19  | Kerryn Brewer     |
| Tony Longhurst Racing                            | Ford EL Falcon                          | 9   | Alan Jones        |
| Tony Longhurst Racing                            | Ford EL Falcon                          | 25  | Tony Longhurst    |
| Cadillac Productions                             | Ford EL Falcon                          | 13  | Ryan McLeod       |
| Cadillac Productions                             | Ford EL Falcon                          | 79  | Mike Conway       |
| Imrie Motor Sport                                | Holden VS Commodore                     | 14  | Mike Imrie        |
| Holden Racing Team                               | Holden VS Commodore Holden VT Commodore | 15  | Craig Lowndes     |
| Holden Racing Team                               | Holden VS Commodore                     | 50  | Mark Skaife       |
| Holden Racing Team                               | Holden VT Commodore                     | 98  | Greg Murphy       |
| Dick Johnson Racing                              | Ford EL Falcon                          | 17  | Dick Johnson      |
| Dick Johnson Racing                              | Ford EL Falcon                          | 18  | John Bowe         |
| Racing For Life (DJR)                            | Ford EL Falcon                          | 95  | Steven Johnson    |
| Colourscan Motorsport                            | Ford EL Falcon                          | 22  | Danny Osborne     |
| Colourscan Motorsport                            | Ford EL Falcon                          | 47  | Brett Peters      |
| Ray Hislop                                       | Ford EF Falcon                          | 23  | Ray Hislop        |
| Romano Racing                                    | Holden VS Commodore                     | 24  | Paul Romano       |
| M3 Motorsport                                    | Holden VS Commodore                     | 26  | John Cotter       |
| M3 Motorsport                                    | Holden VS Commodore                     | 29  | Peter Doulman     |
| Terry Finnigan                                   | Holden VS Commodore                     | 27  | Terry Finnigan    |
| Challenge Motorsport                             | Holden VS Commodore                     | 32  | Tomas Mezera      |
| Challenge Motorsport                             | Holden VS Commodore                     | 39  | Chris Smerdon     |
| Pro-Duct Racing                                  | Holden VS Commodore                     | 33  | Bob Pearson       |
| Garry Rogers Motorsport                          | Holden VS Commodore                     | 34  | Steven Richards   |
| Garry Rogers Motorsport                          | Holden VS Commodore                     | 35  | Jason Bargwanna   |
| Garry Rogers Motorsport                          | Holden VS Commodore                     | 134 | Garth Tander      |
| Schembri Motorsport                              | Holden VS Commodore                     | 36  | Neil Schembri     |
| Schembri Motorsport                              | Holden VS Commodore                     | 71  | Gary Quartly      |
| James Rosenberg Racing                           | Holden VS Commodore                     | 38  | Mark Poole        |
| Simon Emerzidis                                  | Holden VR Commodore                     | 41  | Garry Willmington |
| Simon Emerzidis                                  | Holden VS Commodore                     | 54  | Simon Emerzidis   |
| Paul Weel Racing                                 | Ford EL Falcon                          | 43  | Paul Weel         |
| Mal Rose Racing                                  | Holden VS Commodore                     | 44  | Mal Rose          |
| Novacastrian Motorsport                          | Holden VS Commodore                     | 45  | Wayne Russell     |
| John Faulkner Racing                             | Holden VS Commodore                     | 46  | John Faulkner     |
| D'arcy Russell                                   | Holden VS Commodore                     | 48  | D'arcy Russell    |
| Greg Crick Motorsport                            | Holden VS Commodore                     | 49  | Greg Crick        |
| Greg Crick Motorsport                            | Holden VR Commodore                     | 149 | Dean Crosswell    |
| Charles Ryman                                    | Ford EL Falcon                          | 51  | Charles Ryman     |
| Barry Morcom                                     | Holden VP Commodore                     | 52  | Barry Morcom      |
| Rod Nash Racing                                  | Holden VS Commodore                     | 55  | Rod Nash          |
| Briggs Motor Sport                               | Ford EL Falcon                          | 70  | John Briggs       |
| Robert Smith                                     | Holden VS Commodore                     | 72  | Robert Smith      |
| PACE Racing                                      | Holden VS Commodore                     | 74  | Kevin Heffernan   |
| Paul Little Racing                               | Ford EL Falcon                          | 75  | Anthony Tratt     |
| V8Racing                                         | Holden VP Commodore                     | 77  | Richard Mork      |
| Clive Wiseman Racing                             | Holden VS Commodore                     | 80  | Mick Donaher      |
| Don Pulver                                       | Holden VP Commodore                     | 88  | Don Pulver        |
| Geoff Kendrick                                   | Holden VS Commodore                     | 92  | Geoff Kendrick    |

## Kalendarz
| Runda | Tor                               | Data                 | Zwycięzca      | Zwycięzca    | Zwycięzca  | Zwycięzca    | Zwycięzca  | Zwycięzca           |
| Runda | Tor                               | Data                 | rundy          | kwalifikacji | wyścigu 1  | wyścigu 2    | wyścigu 3  | Zespół              |
| ----- | --------------------------------- | -------------------- | -------------- | ------------ | ---------- | ------------ | ---------- | ------------------- |
| 1     | Sandown International Raceway     | 30 stycznia-1 lutego | Craig Lowndes  | J. Bowe      | J. Bowe    | C. Lowndes   | C. Lowndes | Holden Racing Team  |
| 2     | Symmons Plains Raceway            | 6-8 lutego           | Craig Lowndes  | M. Skaife    | G. Seton   | C. Lowndes   | C. Lowndes | Holden Racing Team  |
| 3     | Lakeside International Raceway    | 27-29 marca          | Russell Ingall | J. Bowe      | J. Bowe    | R. Ingall    | R. Ingall  | Perkins Engineering |
| 4     | Phillip Island Grand Prix Circuit | 17-19 kwietnia       | Craig Lowndes  | C. Lowndes   | M. Skaife  | C. Lowndes   | R. Ingall  | Holden Racing Team  |
| 5     | Winton Motor Raceway              | 1-3 maja             | John Bowe      | M. Skaife    | R. Ingall  | J. Bowe      | J. Bowe    | Dick Johnson Racing |
| 6     | Mallala Motor Sport Park          | 22-24 maja           | Russell Ingall | M. Skaife    | J. Bowe    | R. Ingall    | C. Lowndes | Perkins Engineering |
| 7     | Barbagallo Raceway                | 29-31 maja           | Craig Lowndes  | M. Skaife    | C. Lowndes | C. Lowndes   | C. Lowndes | Holden Racing Team  |
| 8     | Calder Park Raceway               | 19-21 czerwca        | Craig Lowndes  | M. Skaife    | C. Lowndes | J. Bargwanna | odwołany   | Holden Racing Team  |
| 9     | Hidden Valley Raceway             | 17–19 lipca          | Russell Ingall | J. Bright    | C. Lowndes | R. Ingall    | R. Ingall  | Perkins Engineering |
| 10    | Oran Park Raceway                 | 31 lipca-2 sierpnia  | Craig Lowndes  | C. Lowndes   | C. Lowndes | C. Lowndes   | C. Lowndes | Holden Racing Team  |

### Wyniki i klasyfikacja
| Miejsce | Kierowca        | Nr  | Marka | SAN | SYM | LAK | PHI | WIN | MAL | BAR | CAL | HID | ORA | Suma punktów |
| ------- | --------------- | --- | ----- | --- | --- | --- | --- | --- | --- | --- | --- | --- | --- | ------------ |
| 1       | Craig Lowndes   | 15  |       | 116 | 114 | 92  | 112 | 66  | 108 | 120 | 76  | 68  | 120 | 992          |
| 2       | Russell Ingall  | 8   |       | 80  | 92  | 114 | 108 | 110 | 112 | 104 | 50  | 96  | 76  | 942          |
| 3       | Mark Skaife     | 50  |       | 78  | 108 | 50  | 76  | 94  | 24  | 106 | 66  | 58  | 108 | 768          |
| 4       | Larry Perkins   | 11  |       | 90  | 80  | 100 | 80  | 72  | 62  | 94  | 38  | 68  | 38  | 722          |
| 5       | John Bowe       | 18  |       | 108 | 44  | 64  | 92  | 116 | 80  | 24  | 52  | 52  | 50  | 682          |
| 6       | Glenn Seton     | 1   |       | 102 | 70  | 12  | 88  | 52  | 92  | 56  | 58  | 86  | 60  | 676          |
| 7       | Jason Bargwanna | 35  |       | 28  | 96  | 34  | 66  | 44  | 51  | 28  | 72  | 96  | 88  | 603          |
| 8       | Tony Longhurst  | 25  |       | 44  | 28  | 90  | 78  | 90  | 54  | 20  | 10  | 78  | 94  | 586          |
| 9       | Jason Bright    | 4   |       | 20  | 88  | 70  | 84  | 72  | 82  | 52  | 68  | NU  | 48  | 584          |
| 10      | Dick Johnson    | 17  |       | 60  | 70  | 108 | 26  | 76  | 66  | 76  | 6   | 52  | 10  | 550          |
| 11      | Mark Larkham    | 10  |       | 60  | 32  | 30  | 42  | 20  | 44  | 58  | 40  | 80  | 68  | 474          |
| 12      | Paul Romano     | 24  |       | 22  | 46  | 42  | 38  | 56  | 24  | 36  | 20  | 62  | 72  | 418          |
| 13      | John Faulkner   | 46  |       | 18  | 20  | 24  | 60  | 36  | 78  | 68  | NU  | 28  | 44  | 376          |
| 14      | Garth Tander    | 134 |       |     |     |     | 27  | 24  | 28  | 68  | 50  | 24  | 80  | 301          |
| 15      | Steve Ellery    | 2   |       | 34  | 10  | 36  | 8   | 52  | 18  | 36  | 12  | 18  | 42  | 266          |
| 16      | Alan Jones      | 9   |       |     |     | 49  | 56  | 28  | 30  | 30  | 16  | 40  | 12  | 261          |
| 17      | Steven Johnson  | 95  |       |     |     |     | 40  | 42  | 86  | 68  |     |     | 24  | 260          |
| 18      | Steven Richards | 34  |       | 72  | 52  | 64  |     |     |     |     |     |     |     | 188          |
| 19      | Terry Finnigan  | 27  |       | 28  | 15  | 58  |     | 8   | 8   | 34  |     | NS  | 10  | 159          |
| 20      | Darren Hossack  | 7   |       | 16  | 30  | 22  | 16  | 34  | 8   | 30  |     |     |     | 156          |
| 21      | Tomas Mezera    | 32  |       |     |     | 24  | 20  |     |     |     | 10  | 52  | 34  | 140          |
| 22      | Darren Pate     | 31  |       | 4   | 6   | 16  | 6   | 18  | 20  | 15  | 18  | 26  | 10  | 139          |
| 23      | Mark Poole      | 38  |       | 38  |     |     | 10  |     | 24  |     | 14  | 38  | NS  | 124          |
| 24      | Neil Crompton   | 111 |       |     |     |     |     |     | 36  |     | 36  |     | 44  | 116          |
| 25      | Greg Crick      | 49  |       | 6   | 52  | NU  |     | 2   |     | 6   |     | 34  | NU  | 100          |
| 26      | Trevor Ashby    | 3   |       | 32  |     | 26  |     |     |     | 10  | 1   |     | 9   | 78           |
| 27      | Chris Smerdon   | 39  |       | 28  |     |     |     | 8   | 4   |     | 6   | 12  | 5   | 63           |
| 27      | Steve Reed      | 6   |       |     | 29  |     | 4   | 8   | NU  |     |     | 22  |     | 63           |
| 29      | John Briggs     | 70  |       | 22  |     | 2   |     |     | 2   | 8   |     | 24  | NS  | 58           |
| 30      | Greg Murphy     | 98  |       |     |     |     |     |     |     |     | 38  |     |     | 38           |
| 31      | Paul Weel       | 43  |       | 1   | 1   | 9   | 5   | 10  | NU  |     |     | 6   | 0   | 32           |
| 32      | Mal Rose        | 44  |       | 16  | 4   |     | 0   | 3   | NU  | 1   | 2   | NU  |     | 26           |
| 32      | Peter Doulman   | 29  |       |     | 26  |     |     | 0   |     |     |     |     |     | 26           |
| 34      | Anthony Tratt   | 75  |       |     |     |     | 4   | 7   | 6   |     | 6   |     | NU  | 23           |
| 35      | Ray Hislop      | 23  |       | 6   | 14  |     |     |     |     |     | 0   |     |     | 20           |
| 36      | Kerryn Brewer   | 19  |       |     | 14  | 0   |     |     |     |     |     |     |     | 14           |
| 37      | Danny Osborne   | 22  |       | 6   |     | 6   | NU  | NU  | 0   | 1   |     | NS  | NU  | 13           |
| 37      | Brett Peters    | 47  |       |     |     |     |     |     |     |     |     | 13  |     | 13           |
| 39      | Rod Nash        | 55  |       |     |     | 0   | 2   | 1   | 0   | NU  | 1   | 6   | 2   | 12           |
| 40      | Ryan McLeod     | 13  |       |     | 8   | 1   | 1   |     |     |     |     |     |     | 10           |
| 41      | Melinda Price   | 16  |       | 8   |     |     | 0   | 0   |     |     |     |     |     | 8            |
| 41      | Kevin Heffernan | 74  |       |     |     | 8   | 0   | NU  |     |     |     | NU  |     | 8            |
| 43      | Geoff Kendrick  | 92  |       |     |     |     |     |     |     | NU  |     | 5   |     | 5            |
| 44      | Richard Mork    | 77  |       | 4   |     | NS  |     | NS  |     |     |     |     | 0   | 4            |
| 45      | D'arcy Russell  | 48  |       |     | 0   |     | 0   | NS  | 0   | 0   | 0   | 3   |     | 3            |
| 46      | Dean Crosswell  | 149 |       |     |     |     |     |     | 2   |     | NU  |     |     | 2            |
| 46      | Robert Smith    | 72  |       |     |     |     |     |     |     |     | 0   | 2   | NS  | 2            |
| 48      | Neil Schembri   | 36  |       |     |     |     |     |     |     |     |     |     | 1   | 1            |
| Miejsce | Kierowca        | Nr  | Marka | SAN | SYM | LAK | PHI | WIN | MAL | BAR | CAL | HID | ORA | Suma punktów |

| Klucz punktacji | Klucz punktacji | Klucz punktacji | Klucz punktacji | Klucz punktacji | Klucz punktacji | Klucz punktacji | Klucz punktacji | Klucz punktacji | Klucz punktacji | Klucz punktacji | Klucz punktacji | Klucz punktacji | Klucz punktacji | Klucz punktacji | Klucz punktacji | Klucz punktacji | Klucz punktacji | Klucz punktacji | Klucz punktacji | Klucz punktacji |
| Miejsce         | 1               | 2               | 3               | 4               | 5               | 6               | 7               | 8               | 9               | 10              | 11              | 12              | 13              | 14              | 15              | 16              | 17              | 18              | 19              | 20              |
| --------------- | --------------- | --------------- | --------------- | --------------- | --------------- | --------------- | --------------- | --------------- | --------------- | --------------- | --------------- | --------------- | --------------- | --------------- | --------------- | --------------- | --------------- | --------------- | --------------- | --------------- |
| Punkty          | 40              | 36              | 34              | 32              | 30              | 28              | 26              | 24              | 22              | 20              | 18              | 16              | 14              | 12              | 10              | 8               | 6               | 4               | 2               | 1               |

Każda runda składała się z trzech krótkich równo punktowanych wyścigów (ok. 40–60 km każdy). Pozycje startowe w pierwszym wyścigu ustalane były każdorazowo poprzez kwalifikacje. Wyniki pierwszego wyścigu były jednocześnie pozycjami startowymi w drugim wyścigu, a wyniki drugiego wyścigu były pozycjami startowymi do trzeciego.
Miejsce zajęte w danej rundzie określano poprzez zsumowanie wszystkich punktów zdobytych podczas danej rundy. W przypadku takiej samej liczby punktów u kierowców wyższe miejsce zajmował ten który zajął wyższą pozycję w trzecim wyścigu. W porównaniu z poprzednim sezonem kolejny raz zwiększono liczbę punktujących zawodników, punkty otrzymywała pierwsza dwudziestka zawodników którzy ukończyli wyścig.